# Subrata Roy
Subrata Roy, (bengalese:সুব্রত রায়); (Araria, 18 giugno 1948 – Mumbai, 14 novembre 2023), è stato un imprenditore e politico indiano che fondò il conglomerato aziendale Sahara India Pariwar nel 1978. Sahara India Pariwar gestiva un vasto numero di aziende, tra cui Aamby Valley City, Sahara Movie Studios, Air Sahara, Uttar Pradesh Wizards e Filmy.
Nel 2010 acquistò Grosvenor House, Londra, e nel 2012 lo storico Plaza Hotel e Dream Downtown Hotel a New York City. Sempre nel 2012 Roy fu nominato il decimo uomo d'affari indiano più influente da India Today. Nel 2004, il gruppo Sahara venne definito dalla rivista Time come "il secondo datore di lavoro in India dopo le ferrovie indiane". Sahara opera attraverso più di 5.000 stabilimenti in tutta l'India con una forza lavoro di circa 1,2 milioni di persone.
Nel 2014 fu arrestato per frode e conseguentemente incarcerato: tornò liberò all'inizio del 2016.

## Biografia
Subrata Roy nacque in una famiglia indù bengalese ad Araria il 10 giugno 1948  da Sudhir Chandra Roy e Chhabi Roy. Suo padre e sua madre provenivano da Dhaka, Bikrampur, Bengala orientale (ora Bangladesh) da una ricca famiglia di proprietari terrieri di nome Bhagyakul Zamindar.
Roy studiò all'Holy Child Institute di Calcutta e in seguito studiò ingegneria meccanica al Government Technical Institute di Gorakhpur. Avviò la sua prima attività proprio a Gorakhpur.

## Carriera
Roy entrò a far parte di Sahara Finance, una società in difficoltà, nel 1976, che gestiva un fondo di risparmio  e ne prese il controllo. Ne cambiò il modello finanziario nel 1978. Si dice che Sahara abbia utilizzato il modello finanziario del molto più vecchio Peerless Group. Sono definite società non bancarie residuali (RNBC) che accettano depositi di importi molto bassi.

### Lo sviluppo
Negli anni '90, Roy si trasferì a Lucknow, che divenne la base del suo gruppo. Da lì, divenne il più grande conglomerato dell'India con una gamma diversificata di interessi commerciali. La società ora ha interessi nei servizi finanziari , istruzione, immobiliare, media, intrattenimento, turismo, assistenza sanitaria e ospitalità .
Il giornale in lingua hindi Rashtriya Sahara è stato avviato nel 1992. Verso la fine degli anni '90, è partito l'ambizioso progetto Aamby Valley City vicino a Pune. Nel 2000, è stata lanciata Sahara TV in seguito rinominata Sahara One. Nel 2003, Sahara ha avviato tre settimanali: Sahara Time (inglese), Sahara Samay (hindi) e Sahara Aalmi (urdu).
Si dice che il gruppo Sahara avesse un numero di investitori e depositanti che rappresentano circa il 13% di tutte le famiglie in India. Roy stava progettò di fare un'incursione nell'istruzione online (Edunguru) in India, rivolta a piccole città e villaggi. Mise in piedi un team composto da membri provenienti dalle migliori università e college dell'India, e persino dall'estero. Fu preparata la mappa del percorso del programma e furono sviluppate 14.000 ore di lezioni per questo.
Nel giugno 2019, Roy annunciò il suo ingresso nel settore automobilistico con il marchio "Sahara Evols". L'impresa Sahara Evols offre un'ampia gamma di veicoli elettrici (EV) insieme a servizi correlati avanzati.

### Morte
Roy morì il 14 novembre 2023, all'età di 75 anni, a causa di un arresto cardiorespiratorio a seguito di una lunga battaglia con complicazioni derivanti da neoplasie metastatiche, ipertensione e diabete.  Era stato ricoverato al Kokilaben Dhirubhai Ambani Hospital & Medical Research Institute di Mumbai il 12 novembre a seguito di un peggioramento della salute.

## Controversie legali

### L'arresto (2014)
Il 26 febbraio 2014, la Corte Suprema dell'India ordinò la detenzione di Roy per non essersi presentato davanti ad essa in merito a una controversia legale (accusa di frode) con l'autorità di regolamentazione del mercato – SEBI. In una dichiarazione dopo l'arresto, il suo avvocato ha detto che la madre di Roy, di 92 anni, era in cattive condizioni di salute e aveva bisogno di avere al suo fianco "il figlio maggiore", e quindi lui non si è presentato in tribunale.  Roy fu trattenuto in custodia nel carcere di Tihar, a Delhi, e messo in libertà vigilata dal maggio 2016. 
Roy respinse le accuse di cattiva condotta e accusò il Congresso Nazionale Indiano di una caccia alle streghe a causa della sua opposizione a Sonia Gandhi come primo ministro del paese. Al gruppo Sahara venne poi  permesso di vendere una parte dei suoi beni in India per raccogliere parte del denaro necessario da depositare all'autorità di regolamentazione del mercato SEBI. Al 31 gennaio 2019, Sahara doveva ancora pagare una discreta somma per soddisfare la sua responsabilità totale.

### Documentari Netflix (2020)
Il 28 agosto 2020, sono state presentate due petizioni contro l'uscita del documentario Netflix Bad Boy Billionaires: India presso il tribunale distrettuale del Bihar. Il tribunale del Bihar ha emesso un ordine di sospensione provvisoria sulla petizione presentata da Roy contro l'uscita del documentario sulla piattaforma Netflix. A seguito dell'ordine di sospensione del tribunale del Bihar, Netflix ha minacciato di rivolgersi alla Corte Suprema contro l'ordine del tribunale di limitare l'uscita del documentario.
Il 5 ottobre 2020, Netflix ha rilasciato tre dei quattro film dell'antologia, inclusi quelli con Vijay Mallya ("The King of Good Times"), Nirav Modi ("Diamonds Aren't Forever") e Subrata Roy ("The World's Biggest Family"), mentre l'episodio finale su Ramalinga Raju è rimasto gravato da ingiunzioni legali.

## Iniziative umanitarie
Nel 2013, Sahara ha contribuito agli sforzi di soccorso nella regione dell'Uttarakhand colpita dalle inondazioni, in cui furono fornite bottiglie di acqua potabile, succhi di frutta confezionati e pacchetti di cibo insieme a candele e scatole di fiammiferi. Furono messi a disposizione 25 furgoni dell'unità sanitaria medica equipaggiati con medici e medicine gratuite; il gruppo inoltre contribuì al programma di riabilitazione costruendo 10.000 case prefabbricate.
Dopo la guerra di Kargil, il primo ministro indiano Atal Bihari Vajpayee ha elogiato Sahara India per aver fornito sostegno finanziario alle 127 famiglie dei martiri.